# ECアグア・サンタ
エスポルチ・クルーベ・アグア・サンタ（ポルトガル語: Esporte Clube Água Santa）は、ブラジル・サンパウロ州ジアデマを本拠地とするサッカークラブ。

## 歴史
1981年にエストラーダ・アグア・サンタという通りで設立された（クラブ名はこの通りから取られている）。設立者は北部地域、北東部地域、ミナスジェライス州からの移民で、彼らにとっては町での唯一の娯楽となるクラブであった。その後次第に地元のアマチュアサッカー界で力をつけ、特に2000年頃からはアクアチコスと称されるサポーターも増えるようになってきた。2011年までアマチュアでプレーしていたが、2012年にプロの選手権に参入。2013年にはカンピオナート・パウリスタ・セグンダ・ディヴィソンに所属していたが、3年連続で昇格を果たし2016年にはカンピオナート・パウリスタに参戦した。

## 本拠地
エスタジオ・ジストリタウ・ド・イナマルを本拠地としている。収容人数は1万人。

## 歴代所属選手
- リカルド・ソウザ・シルバ 2013-14
- ダニロ・ヴィタリーノ・ペレイラ 2014